# Stefanie Heinzmann
Stefanie Fabienne Heinzmann (Visp-Eyholz, 10 maart 1989) is een Zwitserse pop- en soulzangeres die bekend werd door haar deelname aan het tv-programma SSDSDSSWEMUGABRTLAD.

## Biografie
In de zomer van 2007 werd Heinzmann geselecteerd als een van de 20 deelnemers om mee te doen aan de liveshows van SSDSDSSWEMUGABRTLAD. Met interpretaties van voornamelijk soul- en funkklassiekers, plaatste ze zichzelf voor de finale. In de finale op 10 januari 2008 kwam ze als winnares uit de bus. Ze won een platencontract bij Universal Music.

### Optredens bij SSDSDSSWEMUGABRTLAD
| Show      | Datum            | Lied                           | Artiest            |
| --------- | ---------------- | ------------------------------ | ------------------ |
| Voorronde | 8 november 2007  | Super Duper Love               | Joss Stone         |
| Show 1    | 15 november 2007 | It's Love                      | Jill Scott         |
| Show 2    | 22 november 2007 | Black Horse & A Cherry Tree    | KT Tunstall        |
| Show 3    | 29 november 2007 | Put Your Hands on Me           | Joss Stone         |
| Show 4    | 5 december 2007  | When I See You                 | Macy Gray          |
| Show 4    | 5 december 2007  | Sunrise                        | Norah Jones        |
| Finale    | 10 januari 2008  | Only So Much Oil in the Ground | Tower of Power     |
| Finale    | 10 januari 2008  | My Man Is a Mean Man           | Stefanie Heinzmann |

## Albums

### Masterplan
De eerste single van Heinsmann werd My Man Is A Mean Man, geschreven door de Zweedse producers Gustav Jonsson, Tommy Tysper en Marcus Sepehrmanesh. Het album Masterplan kwam uit op 7 maart 2008. Het album is geproduceerd in de Berlijnse studio van Marek Numarek Pompetzki en Paul NZA. De tweede single, Like a bullet, kwam uit 18 april en werd een succes. In augustus kwam de derde single Revolution uit. In november kwam er een nieuwe versie van Masterplan uit met vijf bonustracks en een bonus DVD. Ook stond de vierde single The unforgiven erop, een cover van Metallica. In totaal stond het debuutalbum van Heinzmann 54 weken in de Duitse hitlijsten.

### Roots to grow
Als voorloper van het album Roots to grow verscheen in augustus de single No one (Can ever change my mind). In september verscheen het album in een normale en luxe versie.

## Discografie

### Albums
- 2008 · Masterplan
- 2009 · Roots to grow

### Singles
- 2008 · My Man is a Mean Man
- 2008 · Like a Bullet
- 2008 · Revolution
- 2008 · The Unforgiven
- 2009 · No One (Can ever change my mind)
- 2010 · Roots to Grow
- 2012 · Diggin' in the Dirt

## Hitlijsten

#### Albums
| Jaar | Album         | Positie   | Positie    | Positie     | Opmerkingen |
| Jaar | Album         | Duitsland | Oostenrijk | Zwitserland | Opmerkingen |
| ---- | ------------- | --------- | ---------- | ----------- | ----------- |
| 2008 | Masterplan    | 3         | 5          | 1           |             |
| 2009 | Roots to grow | 13        | 41         | 4           |             |

#### Singles
| Jaar | Single                           | Positie   | Positie    | Positie     | Album                        |
| Jaar | Single                           | Duitsland | Oostenrijk | Zwitserland | Album                        |
| ---- | -------------------------------- | --------- | ---------- | ----------- | ---------------------------- |
| 2008 | My man is a mean man             | 3         | 6          | 1           | Masterplan                   |
| 2008 | Like a bullet                    | 29        | 53         | 27          | Masterplan                   |
| 2008 | Revolution                       | 47        | -          | 75          | Masterplan                   |
| 2008 | The unforgiven                   | 10        | 30         | 20          | Masterplan (Limited edition) |
| 2009 | No one (Can ever change my mind) | 36        | 71         | 27          | Roots to grow                |

## Tracklist informatie

### Albums
| 1. Masterplan 2. My Man Is a Mean Man 3. Like a Bullet 4. Can't Get You Out of My System 5. I Betcha She Doesn't Feel It 6. Don't Call This Love 7. Revolution 8. Free Love 9. If I Don't Love You Now 10. Painfully Easy 11. Best Thing You Ever Did 12. Only So Much Oil in the Ground (met Tower of Power) 13. Do Your Thing 14. Xtal Bonus tracks (Limited Edition) 1. The Unforgiven 2. Superstition 3. I Wrote a Book 4. Only So Much Oil in the Ground (live) 5. Like a Bullet (unplugged remix) |

| 1. Bag it up 2. No One (Can ever change my mind) 3. Bet that I'm better 4. How does it feel 5. Unbreakable 6. World on fire 7. Love Fever 8. Roots to grow (met Gentleman) 9. There's a reason 10. No substitute 11. Stop 12. How things change 13. I don't know how to hurt you 14. Wasting my time Bonus tracks (Limited Edition) 1. Ain't No Mountain High Enough (met Ronan Keating) 2. Since You've Been Gone (met Tower Of Power) |